# Шаттлуорт, Роберт Джеймс
Роберт Джеймс Шаттлуорт (англ. Robert James Shuttleworth, 1810 — 19 апреля 1874) — британский (английский) ботаник и сотрудник Зоологического общества.  

## Биография
Роберт Джеймс Шаттлуорт родился в феврале 1810 года.
В 1836 году он стал членом Ботанического общества Эдинбурга (англ. Botanical Society of Edinburgh). В 1856 году Шаттлуорт стал членом Лондонского Линнеевского общества, а также был сотрудником Зоологического общества (англ. New York Zoological Society) и Лицея Нью-Йорка (англ. New York Lyceum of Natural History).  
Роберт Джеймс Шаттлуорт умер 19 апреля 1874 года. После смерти Роберта Джеймса его коллекция раковин была выставлена в Музее естественной истории в Берне (нем. Naturhistorisches Museum der Burgergemeinde Bern), а его гербарий, состоящий из более 150 000 образцов цветковых растений и двадцати тысяч тайнобрачных растений, был добавлен в коллекцию Британского музея.

## Научная деятельность
Роберт Джеймс Шаттлуорт специализировался на папоротниковидных, водорослях и на семенных растениях. 

## Научные работы
- Account of a Botanical Excursion in the Alps of Valais in Jardine's Magazine of Zoology and Botany for 1835 (vol. ii.)[2].